# دادگاه انرژی هسته‌ای اروپا
دادگاه انرژی هسته ای اروپا (ENET) یک دادگاه بین‌المللی است که در ۱ ژانویه ۱۹۶۰ تحت نظارت سازمان همکاری و توسعه اقتصادی (OECD) تأسیس شد. کشورهای عضو شامل کشورهای اتریش، بلژیک، دانمارک، فرانسه، آلمان، ایرلند، ایتالیا، لوکزامبورگ، هلند، نروژ، پرتغال، اسپانیا، سوئد، سوئیس، ترکیه و انگلستان هستند. این دادگاه توسط کنوانسیون ایجاد کنترل امنیتی در زمینه انرژی هسته ای، در سال ۱۹۵۷ امضا شد.
هدف دادگاه موارد مربوط به مسئولیت حوادث هسته ای است. این دادگاه شامل هفت قاضی است که به مدت پنج سال منصوب شده‌اند.
قضات منصوب شده برای دوره اداری از ۲۴ مه ۲۰۰۶ عبارتند از: دکتر پیتر باومن (اتریش)، خانم میا ووترز (بلژیک)، آقای الیویه تالسوسکی (دانمارک)، خانم ماری-کلر گویادر (فرانسه)، استاد آرمین فون بوگاندی (آلمان)، آقای انگگلبرت آلبرتوس [برت] مان (هلند) و استاد ووژان لوو (انگلستان).
رئیس دیوان در حال حاضر آرمین فون بوگاندی است.
عضو ثبت دادگاه در حال حاضر خانم جولیا شوارتز، رئیس امور حقوقی آژانس انرژی هسته ای است. کرسی دادگاه انرژی هسته ای اروپا در پاریس، فرانسه، در دفاتر OECD است.
در بیش از پنجاه سال از تأسیس این دادگاه هرگز پرونده ای ارائه نشده‌است.